# دایوا راگاژینسکینه
دایوا راگاژینسکینه (انگلیسی: Daiva Ragažinskienė؛ زادهٔ ۱۸ ژوئن ۱۹۸۶) دوچرخه‌سوار اهل لیتوانی است.